# Zdeněk Ondrášek
Zdeněk Ondrášek (Strakonice, 22 de diciembre de 1988) es un futbolista checo que juega en la demarcación de delantero para el F. K. Viktoria Žižkov de la Liga Nacional de Fútbol de la República Checa.

## Selección nacional
Tras jugar con la selección de fútbol sub-21 de República Checa, finalmente hizo su debut con la selección absoluta el 11 de octubre de 2019 en un encuentro de clasificación para la Eurocopa 2020 contra Inglaterra que finalizó con un resultado de 2-1 tras los goles de Jakub Brabec y del propio Ondrášek para el combinado checo, y uno de Harry Kane para el combinado inglés.

### Goles internacionales
| # | Fecha                   | Estadio                               | Oponente   | Gol | Resultado | Competición                         |
| - | ----------------------- | ------------------------------------- | ---------- | --- | --------- | ----------------------------------- |
| 1 | 11 de octubre de 2019   | Eden Arena, Praga, República Checa    | Inglaterra | 2–1 | 2-1       | Clasificación para la Eurocopa 2020 |
| 2 | 18 de noviembre de 2020 | Doosan Arena, Pilsen, República Checa | Eslovaquia | 2-0 | 2-0       | Liga de Naciones de la UEFA 2020-21 |

## Clubes
| Club                          | País            | Año       | Partidos | Goles |
| ----------------------------- | --------------- | --------- | -------- | ----- |
| S. K. Dynamo České Budějovice | República Checa | 2007-2009 | 13       | 0     |
| F. K. Čáslav (cedido)         | República Checa | 2009      | 14       | 4     |
| S. K. Dynamo České Budějovice | República Checa | 2009-2012 | 79       | 28    |
| Tromsø IL                     | Noruega         | 2012-2015 | 141      | 55    |
| Wisła Cracovia                | Polonia         | 2016-2018 | 69       | 21    |
| F. C. Dallas                  | Estados Unidos  | 2019-2020 | 25       | 9     |
| F. C. Viktoria Plzeň          | República Checa | 2020-2021 | 36       | 7     |
| FCSB                          | Rumania         | 2021      | 3        | 0     |
| Tromsø IL                     | Noruega         | 2021      | 11       | 1     |
| Wisła Cracovia                | Polonia         | 2022-2023 | 15       | 2     |
| S. K. Dynamo České Budějovice | República Checa | 2023-2025 | 50       | 6     |
| F. K. Viktoria Žižkov         | República Checa | 2025-     |          |       |

## Palmarés

### Distinciones individuales
| Distinción                        | Año  |
| --------------------------------- | ---- |
| Máximo goleador de la Tippeligaen | 2012 |